# Гламорган
Гламо̀рган или Гламо̀рганшър (на английски: Glamorgan или Glamorganshire; на уелски: Morgannwg, Морга̀нуг) е едно от 13-те исторически графства в Уелс и бивша административна единица. В началото е ранно средновековно кралство с променящи се през вековете име и граници докато не е завладяно от норманите.